# 프로베니우스 사상
가환대수학과 체론에서 프로베니우스 사상(Frobenius寫像, 영어: Frobenius morphism)은 양의 소수 표수에서 정의되는 가환환 또는 체의 자기 사상이다.

## 정의
가환환 {\displaystyle R}의 환의 표수가 {\displaystyle p>0}이며, {\displaystyle p}가 소수라고 하자. 그렇다면 {\displaystyle R}의 프로베니우스 사상 {\displaystyle \operatorname {Frob} _{R}\colon R\to R}은 다음과 같다.
{\displaystyle \operatorname {Frob} _{R}\colon r\mapsto r^{p}}
이는 환 준동형을 이룬다. 이는
{\displaystyle (r+s)^{p}=\sum _{i=0}^{p}{\binom {p}{i}}r^{i}s^{p-i}=r^{p}+s^{p}\qquad \forall r,s\in R\qquad \left(\because p\mid {\binom {p}{i}}\qquad \forall 1\leq i\leq p-1\right)}
이기 때문이다. 위 항등식은 신입생의 꿈(新入生-, 영어: freshman’s dream) 또는 1학년의 꿈이라고 한다. 이름과 같이 이 항등식은 복소수체 위에서 성립하지 않는다 (예를 들어, {\displaystyle (1+1)^{p}=2^{p}\neq 2=1^{p}+1^{p}}이다).

### 스킴의 프로베니우스 사상
소수 {\displaystyle p}가 주어졌을 때, 유한체 {\displaystyle \mathbb {F} _{p}} 위의 스킴 {\displaystyle X/\operatorname {Spec} \mathbb {F} _{p}}가 주어졌다고 하자. {\displaystyle X}의 임의 아핀 부분 스킴 {\displaystyle U}에 대하여, {\displaystyle \Gamma (U,{\mathcal {O}}_{X})}는 {\displaystyle K}-단위 결합 대수이며, 따라서 프로베니우스 사상을 갖는다. 프로베니우스 사상은 자연 변환이므로, 이 아핀 부분 스킴들의 프로베니우스 사상들을 서로 짜깁기할 수 있다. 이 {\displaystyle \mathbb {F} _{p}}-스킴 사상 {\displaystyle \operatorname {Frob} _{X}\colon X\to X}을 {\displaystyle X}의 절대 프로베니우스 사상이라고 한다.:94, Definition 3.2.21 절대 프로베니우스 사상은 다음과 같은 자연 변환을 이룬다.
{\displaystyle \operatorname {Frob} _{/\mathbb {F} _{p}}\colon \operatorname {Id} _{\operatorname {Sch} /\operatorname {Spec} \mathbb {F} _{p}}\Rightarrow \operatorname {Id} _{\operatorname {Sch} /\operatorname {Spec} \mathbb {F} _{p}}}
여기서 {\displaystyle \operatorname {Id} _{\operatorname {Sch} /\operatorname {Spec} \mathbb {F} _{p}}}는 {\displaystyle \mathbb {F} _{p}}-스킴의 범주 {\displaystyle \operatorname {Sch} /\operatorname {Spec} \mathbb {F} _{p}}의 항등 함자이다.

#### 산술·기하 프로베니우스 사상
{\displaystyle \mathbb {F} _{p}}-스킴 {\displaystyle S} 위의 스킴 {\displaystyle f\colon X\to S}가 주어졌다고 하자. 그렇다면, {\displaystyle S}의 절대 프로베니우스 사상 {\displaystyle \operatorname {Frob} _{S}\colon S\to S}와의 올곱을 취하면
{\displaystyle X^{(p/S)}=X\times _{S}\operatorname {Frob} _{S}}
를 정의할 수 있다. 이는 함자
{\displaystyle \operatorname {Sch} /S\to \operatorname {Sch} /S}
를 이루며, 프로베니우스 스칼라 확대(영어: extension of scalars by Frobenius)라고 한다. 이 경우 표준적으로 존재하는 사영 사상
{\displaystyle \operatorname {Frob} _{\operatorname {a} ,X/S}\colon X^{(p/S)}\to X}
을 산술 프로베니우스 사상(영어: arithmetic Frobenius morphism)이라고 한다.
{\displaystyle {\begin{matrix}X^{(p/S)}&{\overset {\operatorname {Frob_{a}} }{\to }}&X\\\downarrow &&\downarrow \\S&{\underset {\operatorname {Frob} }{\to }}&S\end{matrix}}}
만약 {\displaystyle S}의 절대 프로베니우스 사상 {\displaystyle \operatorname {Frob} _{S}\colon S\to S}이 자기 동형 사상이라면 (예를 들어, {\displaystyle S}가 완전체의 스펙트럼이라면), 역사상 {\displaystyle \operatorname {Frob} _{S}^{-1}}에 대한 올곱
{\displaystyle X^{(p^{-1}/S)}=X\times _{S}\operatorname {Frob} _{S}}
을 생각할 수 있다. 이 경우 표준적으로 존재하는 사영 사상
{\displaystyle \operatorname {Frob} _{\operatorname {g} ,X/S}\colon X^{(p^{-1}/S)}\to X}
을 기하 프로베니우스 사상(영어: geometric Frobenius morphism)이라고 한다.
{\displaystyle {\begin{matrix}X^{(p^{-1}/S)}&{\overset {\operatorname {Frob_{g}} }{\to }}&X\\\downarrow &&\downarrow \\S&{\underset {\operatorname {Frob} ^{-1}}{\to }}&S\end{matrix}}}

#### 상대 프로베니우스 사상
{\displaystyle \mathbb {F} _{p}}-스킴 {\displaystyle S} 위의 스킴 {\displaystyle f\colon X\to S}가 주어졌다고 하자. 그렇다면, 올곱의 보편 성질에 의하여 다음 그림을 가환 그림으로 만드는 유일한 스킴 사상 {\displaystyle \operatorname {Frob} _{/S}\colon X\to X^{(p/S)}}이 존재한다.
{\displaystyle {\begin{matrix}&&X\\&{\scriptstyle f}\swarrow &\downarrow \scriptstyle \exists !&\searrow \scriptstyle {\operatorname {Frob} }\\S&\leftarrow &X^{(p/S)}&{\underset {\operatorname {Frob_{a}} }{\to }}&X\\&\scriptstyle {\operatorname {Frob} }\searrow &&\swarrow \scriptstyle f\\&&S\end{matrix}}}
이를 상대 프로베니우스 사상(영어: relative Frobenius morphism)이라고 한다.:94, Definition 3.2.23 이는 자연 변환
{\displaystyle \operatorname {Frob} _{/S}\colon \operatorname {Id} _{\operatorname {Sch} /S}\to \operatorname {Id} _{\operatorname {Sch} /S}}
을 이룬다.
물론, {\displaystyle S=\operatorname {Spec} \mathbb {F} _{p}}라면 (또는 보다 일반적으로 {\displaystyle \operatorname {Frob} _{S}=\operatorname {id} _{S}}라면) 상대 프로베니우스 사상은 절대 프로베니우스 사상과 같다.

## 성질
소수 표수의 가환환 {\displaystyle R} 위의 프로베니우스 사상이 단사 함수일 필요충분조건은 {\displaystyle R}가 축소환인 것이다. 특히, 양의 표수의 체 위의 프로베니우스 사상은 단사 함수이다.
양의 표수의 체 {\displaystyle K}에 대하여 프로베니우스 사상이 전단사 함수(즉, 자기 동형)가 될 필요충분조건은 {\displaystyle K}가 완전체인 것이다.

### 고정점
유한체 {\displaystyle \mathbb {F} _{p}} 위의 프로베니우스 사상은 항등 함수이다 (페르마 소정리).
{\displaystyle a^{p}=a\qquad \forall a\in \mathbb {F} _{p}}
양의 표수 {\displaystyle p>0}의 체 {\displaystyle K/\mathbb {F} _{p}} 위의 프로베니우스 사상의 고정점은 다항식 {\displaystyle x^{p}-x\in K[x]}의 근을 이룬다. 대수학의 기본 정리에 따라 {\displaystyle p}차 다항식의 근의 수는 {\displaystyle p}개 이하이며, {\displaystyle \mathbb {F} _{p}\subseteq K}는 이미 {\displaystyle p}개의 근을 이루므로, {\displaystyle K} 위의 프로베니우스 사상의 고정점 집합은 {\displaystyle \mathbb {F} _{p}}이다.
보다 일반적으로, 양의 표수 {\displaystyle p>0}의 정역 {\displaystyle D}에 대해서, 항상 분수체 {\displaystyle \operatorname {Frac} D\supseteq D\supseteq \mathbb {F} _{p}}를 취할 수 있으므로, 표수 {\displaystyle p}의 정역 위의 프로베니우스 사상의 고정점 집합 역시 {\displaystyle \mathbb {F} _{p}}이다.
{\displaystyle \{a\in D\colon a^{p}=a\}=\mathbb {F} _{p}}

### 갈루아 군
유한체 {\displaystyle \mathbb {F} _{p}}의 유한 확대 {\displaystyle \mathbb {F} _{p^{n}}/\mathbb {F} _{p}}의 갈루아 군은 순환군이다.
{\displaystyle \operatorname {Gal} (\mathbb {F} _{p^{n}}/\mathbb {F} _{p})\cong \mathbb {Z} /n}
프로베니우스 자기 동형
{\displaystyle \operatorname {Frob} _{\mathbb {F} _{p^{n}}}\in \operatorname {Gal} (\mathbb {F} _{p^{n}}/\mathbb {F} _{p})}
은 이 갈루아 군의 생성원을 이룬다.
마찬가지로, 유한체 {\displaystyle \mathbb {F} _{p^{m}}}의 유한 확대 {\displaystyle \mathbb {F} _{p^{mn}}/\mathbb {F} _{p^{m}}}의 갈루아 군은 순환군
{\displaystyle \operatorname {Gal} (\mathbb {F} _{p^{mn}}/\mathbb {F} _{p^{m}})\cong \mathbb {Z} /n}
이며, 프로베니우스 자기 동형의 {\displaystyle m}제곱
{\displaystyle \overbrace {\operatorname {Frob} _{\mathbb {F} _{p^{m}}}\circ \cdots \circ \operatorname {Frob} _{\mathbb {F} _{p^{m}}}} ^{m}\in \operatorname {Gal} (\mathbb {F} _{p^{mn}}/\mathbb {F} _{m})}
은 그 생성원을 이룬다.
증명:
{\displaystyle \mathbb {F} _{p^{mn}}}의 곱셈군 {\displaystyle F_{p^{mn}}^{\times }}은 {\displaystyle p^{mn}-1}차 순환군이므로, 임의의 {\displaystyle a\in \mathbb {F} _{p^{mn}}^{\times }}에 대하여 {\displaystyle a^{p^{mn}-1}=1}이며, 따라서 임의의 {\displaystyle a\in \mathbb {F} _{p^{mn}}}에 대하여 {\displaystyle a^{p^{mn}}=a}이다. 임의의 {\displaystyle 0<i<n}에 대하여, {\displaystyle x^{p^{m}i}=x}의 근의 수는 {\displaystyle p^{mi}} 이하이므로, {\displaystyle a^{p^{mi}}\neq a}인 {\displaystyle a\in \mathbb {F} _{p^{mn}}}이 존재한다. 즉,
{\displaystyle \phi =\overbrace {\operatorname {Frob} _{\mathbb {F} _{p^{m}}}\circ \cdots \circ \operatorname {Frob} _{\mathbb {F} _{p^{m}}}} ^{m}}
를 생성원으로 하는 순환군은 {\displaystyle n}차 순환군이다. {\displaystyle \phi }가 갈루아 군의 원소이므로, 이 순환군의 {\displaystyle n}개의 원소 역시 갈루아 군의 원소들이다. 그런데 갈루아 군의 원소의 수는 확대의 차수
{\displaystyle [\mathbb {F} _{p^{mn}}:\mathbb {F} _{p^{m}}]=n}
이하여야 한다. 따라서 이 순환군은 갈루아 군 전체와 같다.

### 스킴 위의 갈루아 군의 작용
유한체 {\displaystyle \mathbb {F} _{p^{n}}} 위의 스킴 {\displaystyle X/\mathbb {F} _{p^{n}}}가 주어졌다고 하자.
유한체 {\displaystyle \mathbb {F} _{p^{n}}}은 완전체이므로 {\displaystyle \mathbb {F} _{p^{n}}}의 프로베니우스 사상은 자기 동형 사상이며, {\displaystyle X^{(p/\mathbb {F} _{p^{n}})}} 및 {\displaystyle X^{(p^{-1}/\mathbb {F} _{p^{n}})}}은 {\displaystyle X}와 동형이다. 즉, 산술·기하 프로베니우스 사상은 {\displaystyle X} 위의 자기 사상으로 생각할 수 있다.
이제, {\displaystyle X}의 {\displaystyle \mathbb {F} _{p^{n}}}-점들의 집합 {\displaystyle X(\mathbb {F} _{p^{n}})} 위에는 갈루아 군 {\displaystyle \operatorname {Gal} (\mathbb {F} _{p^{n}}/\mathbb {F} _{p})\cong \mathbb {Z} /n}(의 생성원인 프로베니우스 자기 동형)이 다음과 같이 자연스럽게 작용한다.
{\displaystyle (\operatorname {Spec} \mathbb {F} _{p^{n}}{\xrightarrow {x}}X)\mapsto (\operatorname {Spec} \mathbb {F} _{p^{n}}{\xrightarrow {\operatorname {Frob} }}\operatorname {Spec} \mathbb {F} _{p^{n}}{\xrightarrow {x}}X)}
또한, {\displaystyle X(\mathbb {F} _{p^{n}})} 위에는 산술 프로베니우스 사상으로 생성되는 순환군이 자연스럽게 작용한다.
{\displaystyle (\operatorname {Spec} \mathbb {F} _{p^{n}}{\xrightarrow {x}}X)\mapsto (\operatorname {Spec} \mathbb {F} _{p^{n}}{\xrightarrow {x}}X{\xrightarrow {\operatorname {Frob_{a}} }}X)}
이 두 작용은 서로 일치한다.
따라서, 산술 프로베니우스 사상 {\displaystyle \operatorname {Frob} _{\operatorname {a} ,X/\mathbb {F} _{p^{n}}}\colon (X^{(p/\mathbb {F} _{p^{n}})}\cong X)\to X}은 {\displaystyle \mathbb {F} _{p^{n}}}-점의 집합 위의 갈루아 군 {\displaystyle \operatorname {Gal} (\mathbb {F} _{p^{n}}\mathbb {F} _{p})\cong \mathbb {Z} /n}의 작용을 나타낸다.

### 에탈 코호몰로지 위의 프로베니우스 사상
유한체 {\displaystyle \mathbb {F} _{p}} 위의 스킴 {\displaystyle X/\mathbb {F} _{p}}가 주어졌다고 하자. {\displaystyle {\bar {X}}=X\otimes _{\mathbb {F} _{p}}\operatorname {Spec} {\bar {\mathbb {F} }}_{p}} 위의 작은 에탈 위치 {\displaystyle {\bar {X}}_{\operatorname {{\acute {e}}t} }}를 생각하자. 그렇다면, {\displaystyle X} 위의 상대 프로베니우스 사상
{\displaystyle \operatorname {Frob} _{X/{\bar {\mathbb {F} }}_{p}}\colon {\bar {X}}\to {\bar {X}}}
과 기하 프로베니우스 사상
{\displaystyle \operatorname {Frob} _{\operatorname {g} ,X/{\bar {\mathbb {F} }}_{p}}X\colon {\bar {X}}\to {\bar {X}}}
은 토포스 {\displaystyle {\bar {X}}_{\operatorname {{\acute {e}}t} }} 위의 같은 기하학적 사상
{\displaystyle f\colon \operatorname {Frob} _{X/{\bar {\mathbb {F} }}_{p}}=\operatorname {Frob} _{\operatorname {g} ,X/{\bar {\mathbb {F} }}_{p}}\colon {\bar {X}}_{\operatorname {{\acute {e}}t} }\to {\bar {X}}_{\operatorname {{\acute {e}}t} }}을 유도한다.
특히, {\displaystyle {\bar {X}}_{\operatorname {{\acute {e}}t} }} 위의 아벨 군 값의 층 {\displaystyle {\mathcal {F}}}이 주어졌다고 하면, 상대 프로베니우스 사상과 기하 프로베니우스 사상은 {\displaystyle {\mathcal {F}}}의 에탈 코호몰로지 위에 똑같이 작용한다.
{\displaystyle \operatorname {Frob} _{X/{\bar {\mathbb {F} }}_{p}}^{*}=\operatorname {Frob} _{\operatorname {g} ,X/{\bar {\mathbb {F} }}_{p}}^{*}\colon \operatorname {H} _{\operatorname {{\acute {e}}t} }^{\bullet }({\bar {X}};{\mathcal {F}})\to \operatorname {H} _{\operatorname {{\acute {e}}t} }^{\bullet }({\bar {X}};f^{*}{\mathcal {F}})}

### 수론적 성질
대수적 수론에서, 국소체 또는 대역체의 비분기 확대에 대하여 프로베니우스 원소(영어: Frobenius element)라는, 잉여류체 갈루아 군의 특별한 원소를 정의할 수 있다. 이는 유체론에서 아르틴 기호를 정의하는 데 사용된다.

#### 국소체
다음과 같은 데이터가 주어졌다고 하자.
- 두 비아르키메데스 국소체 {\displaystyle L}, {\displaystyle K} 사이의 비분기 유한 갈루아 확대 {\displaystyle L/K}

대수적 정수환 {\displaystyle {\mathcal {O}}_{L}}의 유일한 극대 아이디얼을 {\displaystyle {\mathfrak {P}}\in \operatorname {Spec} {\mathcal {O}}_{L}}라고 하고, {\displaystyle {\mathcal {O}}_{K}}의 유일한 극대 아이디얼을 {\displaystyle {\mathfrak {p}}\in \operatorname {Spec} {\mathcal {O}}_{K}}라고 하자.
그렇다면, 잉여류체 {\displaystyle {\mathcal {O}}_{L}/{\mathfrak {P}}}와 {\displaystyle {\mathcal {O}}_{K}/{\mathfrak {p}}}는 둘 다 유한체이며,
{\displaystyle [{\mathcal {O}}_{L}/{\mathfrak {P}}:{\mathcal {O}}_{K}/{\mathfrak {p}}]=[L:K]}
이다. (여기서 {\displaystyle [:]}는 체의 확대의 차수이다.) 그렇다면, 다음 조건을 만족시키는 유일한 원소
{\displaystyle \operatorname {Frob} _{L/K}\in \operatorname {Gal} \left({\frac {{\mathcal {O}}_{L}/{\mathfrak {P}}}{{\mathcal {O}}_{K}/{\mathfrak {p}}}}\right)}
가 존재하며, 이를 {\displaystyle L/K}의 프로베니우스 원소라고 한다.
{\displaystyle \operatorname {Frob} _{L/K}(x)\equiv x^{|{\mathcal {O}}_{K}/{\mathfrak {p}}|}{\pmod {\mathfrak {P}}}\qquad \forall x\in {\mathcal {O}}_{L}}

#### 대역체
다음과 같은 데이터가 주어졌다고 하자.
- {\displaystyle K/\mathbb {Q} }가 갈루아 확대인 대수적 수체 {\displaystyle K}
- 소 아이디얼 {\displaystyle {\mathfrak {p}}\in \operatorname {Spec} ({\mathcal {O}}_{K})} ({\displaystyle {\mathcal {O}}_{K}}는 대수적 정수환). 소수 {\displaystyle p}에 대하여 {\displaystyle {\mathfrak {p}}\mid p}이며, {\displaystyle {\mathfrak {p}}\mid p}가 비분기라고 하자.

{\displaystyle {\mathfrak {p}}}가 비분기 자리이므로, 갈루아 군 {\displaystyle \operatorname {Gal} (K/\mathbb {Q} )}은 {\displaystyle {\mathfrak {p}}}를 고정시킨다. 즉, {\displaystyle {\mathfrak {p}}}에서의 분해군(영어: decompsition group)
{\displaystyle G_{\mathfrak {p}}=\{g\in \operatorname {Gal} (K/\mathbb {Q} )\colon g\cdot {\mathfrak {p}}={\mathfrak {p}}\}}
은 갈루아 군 {\displaystyle \operatorname {Gal} (K/\mathbb {Q} )} 전체이다.
이 경우,
{\displaystyle g(x)\equiv x^{p}{\pmod {\mathfrak {p}}}\qquad \forall x\in {\mathcal {O}}_{K_{\mathfrak {p}}}}
를 만족시키는 유일한 원소
{\displaystyle g\in \operatorname {Gal} (K_{\mathfrak {p}}/\mathbb {F} _{p})}
가 존재한다. (여기서 {\displaystyle K_{\mathfrak {p}}}는 {\displaystyle {\mathfrak {p}}}진 자리에 대한 완비체이며, 이는 잉여류체가 {\displaystyle \mathbb {F} _{p}}인 이산 값매김환의 분수체이다.) 이를 {\displaystyle {\mathfrak {p}}}의 프로베니우스 원소 {\displaystyle \operatorname {Frob} _{\mathfrak {p}}\in \operatorname {Gal} (K_{\mathfrak {p}}/\mathbb {F} _{p})}라고 한다.

## 예
유한체 계수의 유리 함수체 {\displaystyle \mathbb {F} _{p}(t)}의 프로베니우스 사상은 전사 함수가 아니다. 예를 들어, {\displaystyle t}는 프로베니우스 사상의 상에 포함되지 않는다. 따라서 {\displaystyle \mathbb {F} _{p}(t)}는 완전체가 아니다.

## 역사
페르디난트 게오르크 프로베니우스가 1896년에 도입하였다.

## 같이 보기
- 완전체